# Mohammad Hassan Akhund
Mulla Mohammad Hassan Akhund är en av ledarna för talibanrörelsen. Efter talibanernas maktövertagande i Afghanistan i augusti 2021 utsågs han till premiärminister i interimsregeringen i den omvandlade staten Islamska emiratet Afghanistan.
Han härstammar från talibanrörelsens ursprungsprovins Kandahar. I den tidigare talibanregimen 1996-2011 var har först utrikesminister och sedan vice premiärminister. Han är långvarig ledare för talibanernas ledarråd och anses ha stått nära talibanernas första ledare mulla Mohammed Omar. Han är upptagen på en av FN:s sanktionslistor.